# 情報社会指令
- 知的財産権 > 著作権 > 欧州連合の著作権法 > 情報社会指令
- 欧州連合 (EU) > EU法 > EU指令 > 情報社会指令

情報社会指令(英: Information Society Directive)、正式には、情報化社会における著作権ならびに著作隣接権の調和に関する指令(英: Directive 2001/29/EC of the European Parliament and of the Council of 22 May 2001 on the harmonisation of certain aspects of copyright and related rights in the information society)とはWIPO著作権条約およびWIPO実演・レコード条約を履行し、著作権の例外など、欧州全域の著作権法の側面を調和させることを目的として制定された欧州連合の指令である。この指令はローマ条約の国内市場規定に基づいて制定された。
この指令は前例のないロビー活動の対象となり、著作権業界の成功として挙げられている。この指令は、EU加盟国に対し、転置のある側面において大きな自由を与えている。加盟国は2002年12月22日までに国内法を指令に合わせる必要があった。しかし、ギリシャとデンマークだけが期限を守り、欧州委員会は結局、6つの加盟国に対して不実施に対する執行措置を開始した。